# Giuseppe Savastano
Giuseppe Savastano (Viterbo, 10 giugno 1961 – Siena, 21 gennaio 1982) è stato un carabiniere italiano.

## Biografia
Carabiniere ausiliario, venne ucciso, insieme al collega Euro Tarsilli, in un conflitto a fuoco con i Comunisti Organizzati per la Liberazione Proletaria a bordo di un autobus di linea Siena-Montalcino, fermato per un controllo di routine.